# Eupithecia gremmingerata
Eupithecia gremmingerata là một loài bướm đêm trong họ Geometridae.